# Biologiste
Un biologiste est par définition la personne qui étudie le domaine du vivant, en contribuant au progrès de la science. Il étudie des domaines tels que la Biologie, les Sciences de la vie et de la Terre…Il peut travailler en laboratoire (en faisant des analyses médicales), ou bien alors travailler indépendamment.

## Histoire

### Place  des femmes en biologie
Les réalisations scientifiques des femmes sont souvent peu visibles même s'il y a davantage de femmes dans les filières d'études biologiques en 2022, elles demeurent rares dans les postes de direction.
Barbara McClintock (1902-1992) est une cytogénéticienne américaine. Elle a reçu le prix Nobel de physiologie ou médecine en 1983, pour sa découverte des facteurs génétiques mobiles appelés transposons, qui montrent le caractère mobile du génome.
Rosalind Franklin (1920- 1958) est une pionnière de la biologie moléculaire, elle formule la première, dans un rapport non publié, la structure hélicoïdale de l'acide désoxyribonucléique (ADN), découverte spoliée par Watson et Crick qui accèdent à son travail et obtiennent le prix Nobel à sa place,,.

Elle joue également un rôle majeur dans la découverte du virus de la mosaïque du tabac.
Rachel Carson (1907-1964) est une pionnière de biologie environnementale, connue pour avoir publié en 1962 Silent Spring (Printemps silencieux), qui prouvait la dangerosité de certains pesticides pour les oiseaux et pour l'humain.
Marthe Gautier met en évidence en 1959 l'anomalie chromosomique  de la trisomie, mais la découverte est attribuée à Jérôme Lejeune,.

## Fonctions
Le titre de biologiste est plus souvent utilisé pour parler des docteurs en biologie mais le terme peut désigner tout aussi bien un diplômé de premier cycle de l'enseignement supérieur dans beaucoup de pays (licence, baccalauréat universitaire, etc.).
Un autre terme, plus consensuel, pour désigner un biologiste serait chercheur en biologie. Selon les stades de sa carrière et sa spécialisation, un biologiste peut être doctorant, post-doctorant, technicien, ingénieur... ou un chef d'équipe, qui gère un groupe de chercheurs et de techniciens de laboratoire. Le biologiste est un spécialiste des sciences du vivant.
Ces biologistes peuvent exercer dans le public (dans les organismes de recherches, à l'hôpital, etc.) ou dans le privé (industrie pharmaceutique, biotechnologies, etc.).
Il existe plusieurs types de biologistes suivant la spécialisation suivie :
- Microbiologiste

- Biologiste moléculaire ;
- Biologiste cellulaire ;
- Bio-informaticien ;
- Zoologiste ;
- Biologiste médical ;
- Biologiste biomédical ;
- Généticien ;
- Écologue ;
- Botaniste;
- etc.

## Éducation en France
Le niveau d'entrée des emplois en biologie exige généralement au moins une licence en biologie (Sciences de la Vie) ou dans un domaine scientifique connexe. Les programmes comprennent souvent des cours de biochimie, biologie moléculaire, génétique, bactériologie, suivis de cours dans les sous-domaines d'intérêt. Exemples d'études possibles débouchant à des métiers en lien avec la biologie:
- Niveau BAC +2 : 
  - le BTS Analyse de biologie médicale.
  - le BTS ANABIOTEC pour les analyses agricoles.
  - le DUT Génie Biologique.

- Niveau  BAC +3 :
  - la licence biologie.
  - la licence professionnelle en biologie

- Niveau Bac +5 :
  - le diplôme d’ingénieur en biologie : accessible par d'autres parcours comme les BCPST (classes préparatoires Biologie, Chimie Physique, et Sciences de la Terre).
  - les masters de biologie
  - les Cursus Master en Ingénierie en biologie, des cursus d'excellence qui font partie du réseau Figure .

- Niveau Bac +8 : le doctorat, spécialisé dans un domaine précis, mène aux métiers de la recherche en biologie.

## Métier de biologiste

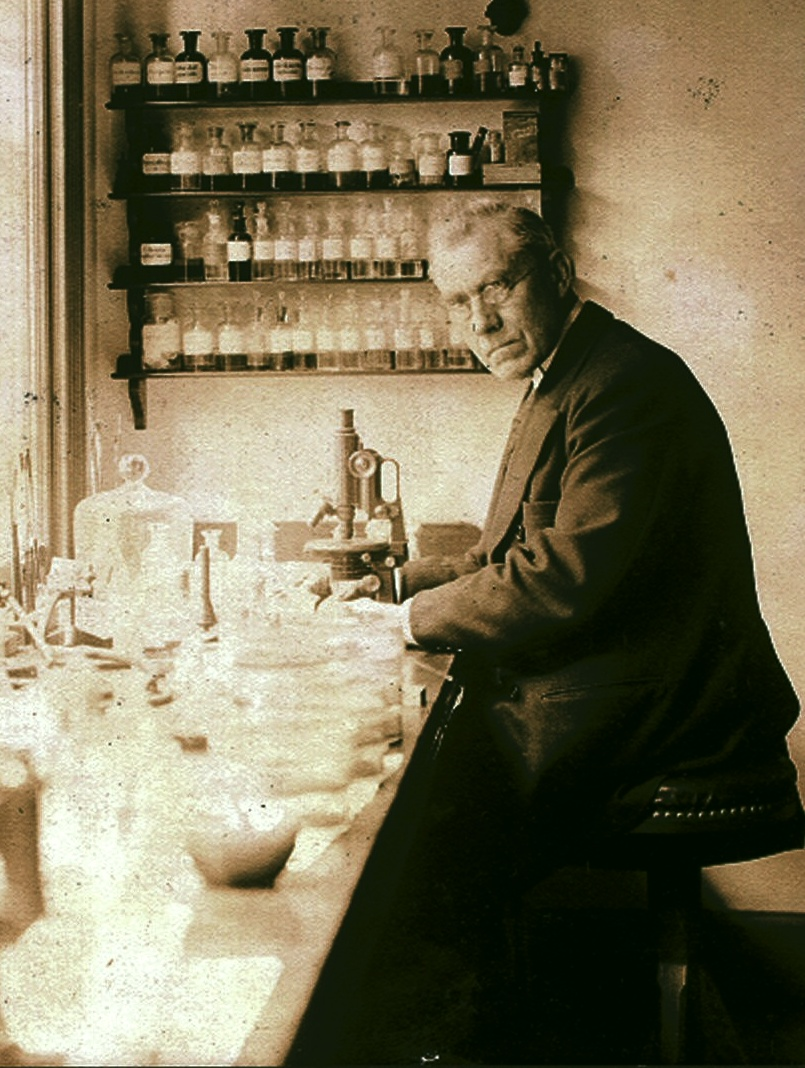
Le biologiste Martinus Beijerinck travaillant dans son laboratoire en 1921

Le biologiste a pour mission de faire avancer la science grâce à ses recherches en laboratoire. Il tend à expliquer le comportement et l'évolution des organismes vivants et à en tirer des conclusions scientifiques.
Par exemple, lors de la conception d'un médicament, le biologiste a un rôle primordial puisqu'il va en analyser les molécules. Il peut donc travailler dans le domaine pharmaceutique, mais également dans celui de l'agroalimentaire, ou de l'environnement.
Avec ses conclusions de recherche, le biologiste peut les faire publier dans des revues, ou les exprimer durant des colloques ou des réunions. S'il dirige le laboratoire dans lequel il travaille, le biologiste exerce également des fonctions administratives, en plus de son travail de recherche. Le biologiste peut aussi être amené à donner des cours à l'université.